# NK Jedinstvo Zagreb
Nogometni klub Jedinstvo iz Zagreba osnovan je 1949. godine kao klub tvornice Jedinstvo u Jankomiru. Bio je nižerazredni klub koji se natjecao u svim natjecateljskim razredima Zagrebačkog nogometnog saveza. Od 1992. godine klub se prestao natjecati jer je tvornica prodala nogometno igralište koje se nalazilo u krugu tvornice.

## Nazivi kluba
NK Jedinstvo 1953. godine mijenja naziv u NK Omladinska Tvornica Jedinstvo (skraćeno OTJ). Od 1971. godine ponovo se zove NK Jedinstvo.

## Natjecanja i uspjesi
Klub je prvi uspjeh postigao u sezoni 1953./54. plasiravši se iz II. u I. razred Nogometnog podsaveza Zagreb. Prvak je Zagrebačke lige 1963./64. i prvak 2. Zagrebačke lige 1970./71. U Zagrebačku zonu se plasirao 1978./79. i 1986./87. Pobjednik Zagrebačke zone bio je 1988./89. kada se plasirao u regionalnu ligu. Posljednju natjecateljsku sezonu odigrao je 1990./91. u regionalnoj ligi.

## Poznati treneri
- Bruno Knežević

## Poznati igrači
- Anton Samovojska